# Karton Filips de Schone ontvangt schepen van Brugge
In het Ingelmunsterse gemeentehuis is een 19e-eeuws karton te bezichtigen waarop Filips de Schone staat afgebeeld die met de schepen van Brugge onderhandelt.

## Geschiedenis
Het karton, dat geschilderd werd door A.K. Sandoz, stelt de overhandiging van de sleutels van Brugge aan Filips de Schone voor.  Hij nam in 1297 zijn intrek in het kasteel om te onderhandelen met de Bruggelingen. Die vreesden dat bij de verovering van Brugge door de Fransen het Heilig Bloed en andere relieken zouden worden weggevoerd. Filips de Schone beloofde de schepen in ruil voor de sleutels van de stad, de heilige voorwerpen in Brugge te laten.

## Details
Het karton is in spiegelbeeld geschilderd. Dit kan je zien aan de cijfers en het schrift. Dit is tevens een van de weinige kartons die bewaard gebleven zijn. De meeste werden aangetast tijdens het weven.
Het originele tapijt dat gemaakt is naar het voorbeeld van dit karton is in 2001 in rook opgegaan toen het kasteel, waar het tapijt bewaard werd, grotendeels afbrandde.
Het karton werd met de steun van de provincie geconserveerd omdat het erg broos was. Het is gratis te bezichtigen in het gemeentehuis van Ingelmunster tijdens de openingsuren.